# André-Pierre Gignac
André-Pierre Gignac (pronunție în franceză [ɑ̃dʁe pjɛʁ ʒiɲak]; n. 5 decembrie 1985, Martigues, Provence-Alpes-Côte d'Azur, Franța) este un fotbalist internațional francez care în prezent evoluează la clubul Tigres din Liga MX. El joacă de obicei pe poziția de atacant, însă poate evolua și ca mijlocaș ofensiv sau extremă.

## Statistici carieră

### Club
La 29 ianuarie 2014.
| Club          | Sezon         | Campionat | Campionat | Campionat | Cupă    | Cupă   | Cupă    | Europa  | Europa | Europa  | Total   | Total  | Total   |
| Club          | Sezon         | Meciuri   | Goluri    | Assists   | Meciuri | Goluri | Assists | Meciuri | Goluri | Assists | Meciuri | Goluri | Assists |
| ------------- | ------------- | --------- | --------- | --------- | ------- | ------ | ------- | ------- | ------ | ------- | ------- | ------ | ------- |
| Lorient       | 2004–05       | 13        | 2         | 2         | 1       | 0      | 0       | 0       | 0      | 0       | 14      | 2      | 2       |
| Lorient       | 2005–06       | 1         | 0         | 0         | 0       | 0      | 0       | 0       | 0      | 0       | 1       | 0      | 0       |
| Lorient       | 2006–07       | 37        | 9         | 5         | 1       | 0      | 0       | 0       | 0      | 0       | 38      | 9      | 5       |
| Total         | Total         | 51        | 11        | 7         | 2       | 0      | 0       | 0       | 0      | 0       | 53      | 11     | 7       |
| Pau           | 2005–06       | 18        | 8         | 4         | 0       | 0      | 0       | 0       | 0      | 0       | 18      | 8      | 4       |
| Total         | Total         | 18        | 8         | 4         | 0       | 0      | 0       | 0       | 0      | 0       | 18      | 8      | 4       |
| Toulouse      |               |           |           |           |         |        |         |         |        |         |         |        |         |
| 2007–08       | 28            | 2         | 2         | 2         | 0       | 0      | 7       | 1       | 0      | 37      | 3       | 2      |         |
| 2008–09       | 38            | 24        | 5         | 5         | 1       | 0      | 0       | 0       | 0      | 43      | 25      | 5      |         |
| 2009–10       | 31            | 8         | 4         | 0         | 0       | 0      | 4       | 3       | 0      | 35      | 11      | 4      |         |
| 2010–11       | 1             | 0         | 0         | 0         | 0       | 0      | 0       | 0       | 0      | 1       | 0       | 0      |         |
| Total         | Total         | 98        | 34        | 11        | 7       | 1      | 0       | 11      | 3      | 0       | 116     | 38     | 11      |
| Marseille     |               |           |           |           |         |        |         |         |        |         |         |        |         |
| 2010–11       | 30            | 8         | 6         | 2         | 1       | 0      | 5       | 3       | 0      | 37      | 12      | 6      |         |
| 2011–12       | 21            | 1         | 0         | 2         | 1       | 0      | 4       | 0       | 0      | 27      | 2       | 0      |         |
| 2012–13       | 31            | 13        | 0         | 3         | 2       | 0      | 6       | 3       | 1      | 40      | 18      | 1      |         |
| 2013–14       | 35            | 16        | 3         | 4         | 6       | 2      | 5       | 0       | 0      | 44      | 22      | 5      |         |
| 2014–15       | 37            | 21        | 2         | 1         | 2       | 0      | 0       | 0       | 0      | 38      | 23      | 2      |         |
| Total         | Total         | 154       | 59        | 11        | 12      | 12     | 2       | 20      | 6      | 1       | 186     | 77     | 14      |
| Tigres        | 2015–16       | 39        | 28        | 4         | 0       | 0      | 0       | 11      | 5      | 1       | 50      | 33     | 5       |
| Tigres        | 2016–17       | 42        | 25        | 6         | 0       | 0      | 0       | 6       | 1      | 0       | 48      | 26     | 6       |
| Total         | Total         | 81        | 53        | 10        | 0       | 0      | 0       | 17      | 6      | 1       | 98      | 59     | 11      |
| Total cariera | Total cariera | 402       | 165       | 43        | 21      | 13     | 2       | 48      | 16     | 2       | 471     | 194    | 47      |

1. ↑  Include Coupe de France, Coupe de la Ligue, Trophée des Champions.
2. ↑  Include UEFA Supercup.

### Internațional
La 22 iunie 2010..
| Echipa | Sezon   | Meciuri | Goluri | Asisturi |
| ------ | ------- | ------- | ------ | -------- |
| Franța | 2008–09 | 3       | 0      | 1        |
| Franța | 2009–10 | 13      | 4      | 0        |
| Total  | Total   | 16      | 4      | 1        |

#### Goluri internaționale
| #  | Data              | Stadion                                              | Oponent        | Golul | Rezultat | Competiția                                                    |
| -- | ----------------- | ---------------------------------------------------- | -------------- | ----- | -------- | ------------------------------------------------------------- |
| 1  | 12 august 2009    | Tórsvøllur, Tórshavn, Insulele Feroe                 | Insulele Feroe | 0 – 1 | 0 – 1    | Calificările pentru Campionatul Mondial de Fotbal 2010 (UEFA) |
| 2  | 10 octombrie 2009 | Stade du Roudourou, Guingamp, Franța                 | Insulele Feroe | 1 – 0 | 5 – 0    | Calificările pentru Campionatul Mondial de Fotbal 2010 (UEFA) |
| 3  | 10 octombrie 2009 | Stade du Roudourou, Guingamp, Franța                 | Insulele Feroe | 2 – 0 | 5 – 0    | Calificările pentru Campionatul Mondial de Fotbal 2010 (UEFA) |
| 4  | 14 octombrie 2009 | Stade de France, Saint-Denis, Franța                 | Austria        | 3 – 1 | 3 – 1    | Calificările pentru Campionatul Mondial de Fotbal 2010 (UEFA) |
| 5. | 14 octombrie 2014 | Vazgen Sargsyan Republican Stadium, Yerevan, Armenia | Armenia        | 0–2   | 0–3      | Amical                                                        |
| 6. | 13 noiembrie 2015 | Stade de France, Paris, Franța                       | Germania       | 2–0   | 2–0      | Amical                                                        |
| 7. | 29 martie 2016    | Stade de France, Paris, Franța                       | Rusia          | 2–0   | 4–2      | Amical                                                        |